# Saint-Benoît-d'Hébertot
Saint-Benoît-d'Hébertot è un comune francese di 362 abitanti situato nel dipartimento del Calvados nella regione della Normandia.

## Società

### Evoluzione demografica
Abitanti censiti